# 列 (資料庫)
在資料庫中，（row）代表表格中單個資料項目的數據。簡單來說，資料庫可以認為是由和列組成的。表中的每一列代表一組相關數據，並且表中的每一列具有相同的結構。
例如，在代表公司的表中，每一列將代表一個公司。行可能代表諸如公司名稱、公司街道地址、增值稅號等內容。在代表員工與部門的關聯的表中，每一列會將一名員工與一個部門相關聯。
每行都需要特定類型的數據值。例如，一行可能需要一個唯一的標識符，另一行可能需要代表一個人的名字的文字，第三行可能需要代表每小時的工資的整數。
| Does not appear | 第一       | 第二       |
| --------------- | ---------- | ---------- |
| 第一            | 第一列，第一行 | 第一，第二 |
| 第二            | 第二列，第一行 | 第二，第二 |
| 第三            | 第三列，第一行 | 第三，第二 |